# Antigua
Antigua (spaniolă pentru „vechi”) este o insulă, parte a arhipelagului Antilele Mici, situat în Marea Caraibelor. Din punct de vedere politic aparține de statul Antigua și Barbuda cu capitala la Saint John’s.
Insula a fost descoperită în anul 1493 de Cristofor Columb, care o denumește după numele bisericii „Santa Maria La Antigua” din Sevilla. Ea va fi ocupată în 1632 de englezi, în anul 1981 devinind independentă. În sudul insulei se află un golf înconjurat de localitatea English Harbour (759 loc.), care a oferit adăpost navelor engleze contra taifunurilor din Marea Caraibelor.

## Împărțire administrativă
Antigua este împărțită în 6 parohii (vezi hartă): 
- Saint George
- Saint John
- Saint Mary
- Saint Paul
- Saint Peter
- Saint Philip